# Fact or Faked: Paranormal Files
Paranormal Files: Info ou intox est une émission de télévision documentaire américaine diffusée depuis le 15 juillet 2010 sur Syfy.
Une équipe de six personnes présentant des compétences diverses enquête sur des phénomènes présentés comme paranormaux afin de déterminer si une explication rationnelle peut être apportée et, le cas échéant, en apporter la preuve.

## Déroulement d'une émission
Au début de l'émission, les six « experts » sont réunis dans une salle commune (« Situation Room ») où chacun expose à ses collègues un cas qu'il aimerait étudier, photo ou vidéo à l'appui. Les cas présentés peuvent s'appuyer aussi bien sur des vidéos virales que sur des documents présentés par des témoins, ou encore des légendes urbaines ou des faits historiques restés mystérieux.
Lors de cette séance préparatoire, chaque expert exprime son intérêt pour tel ou tel cas, ou encore apporte d'emblée une explication rationnelle en fonction de son expérience personnelle ou de son observation sur le poste de télévision. Certains cas sont ainsi écartés d'office, ou mis de côté dans l'attente d'éléments complémentaires.
Finalement, deux des cas proposés sont retenus et deux groupes de trois experts sont formés pour enquêter sur chacun des deux cas.
L'enquête se déroule sur les lieux même où l'événement se serait produit, et les témoins directs sont interrogés en priorité. Puis l'équipe opère seule afin de tenter de démêler le vrai du faux.
L'expertise consiste généralement à tenter en premier lieu de prouver que le cas rapporté pourrait être un « fake » en imaginant les diverses façons de le reproduire, puis en mettant tout en œuvre pour effectuer cette reproduction. Le résultat est ensuite comparé au document original afin de déterminer s'il le reproduit de façon convaincante ou si une autre approche doit être envisagée. Le spectateur assiste en général à trois tentatives de reproduction offrant un résultat de plus en plus proche de l'effet recherché.
Dans les cas de hantise, le groupe passe généralement une nuit sur place afin d'enregistrer d'éventuels événements paranormaux grâce à des instruments de vision nocturne ou des thermographes, recourant même parfois à la recherche d'un phénomène de voix électronique avec un résultat variable.
En milieu et fin d'émission, les deux groupes se retrouvent dans la salle commune afin que le groupe dont le reportage vient d'être diffusé puisse présenter une synthèse de ses expérimentations et apporter ses conclusions quant au fait que le cas étudié est selon lui authentique ou créé de toutes pièces.

## Liste des épisodes

### Saison 1 (année 2010)
- Épisode 1 : « Burning Rubber » (une voiture fantôme pourchassée par un policier à Savannah en Géorgie) et « Hyperjump » (des lumières bondissantes dans le ciel de Phoenix en Arizona).
- Épisode 2 : « Unwanted Visitors » (d'étranges créatures filmées par une caméra de surveillance) et « Strange Sightings » (une soucoupe volante aperçue dans le ciel de Lake Havasu).
- Épisode 3 : « Off the Deep End » (un monstre lacustre photographié dans le lac de Raystown en Pennsylvanie) et « Houseguest » (un fantôme communiquant en écrivant sur des photos Polaroid).
- Épisode 4 : « Predator » (la bête du parc naturel du Dartmoor) et « Red Sky At Night » (un objet rouge triangulaire volant dans le ciel d'El Cajon en Californie).
- Épisode 5 : « Blazing Horizon » (les mystérieuses lumières de Paulding, dans le Michigan) et « Rollover » (une pente qui défie les lois de la gravité à San Antonio, au Texas).
- Épisode 6 : « The Caretaker » (une vidéo montrant une apparition fantomatique dans un cimetière de Fishers, dans l'Indiana) et « Cutter » (un cas de mutilation de bétail à San Luis dans le Colorado).
- Épisode 7 : « Haunted Mansion Mist » (une étrange brume se déplaçant dans une maison d'Alton dans l'Illinois) et « Starlight Intruder » (un ovni de forme triangulaire dans le ciel de Fremont en Californie).
- Épisode 8 : « Symphonic Spirits » (un musée hanté situé à Victor dans l'État de New York) et « Hovering Humanoid » (un humanoïde volant aperçu lors d'une rencontre de passionnés d'ufologie).
- Épisode 9 : « Sasquatch Sprint » (un sasquatch aperçu près d'un lac dans l'État de Washington) et « Alien Attacker » (un extraterrestre ayant tué un chien avant d'être capturé puis examiné par son maître, vidéo à l'appui).
- Épisode 10 : « Mystery Mermaid » (une sirène aperçue dans la grande barrière de corail en Australie) et « Ghostly Guardian » (l'esprit gardien d'une jeune fille d'Honolulu se manifestant sur des photographies).
- Épisode 11 : « Lunar Landing Hoax » (les rumeurs sur le programme Apollo) et « Tropical Intruder » (une observation de soucoupe volante dans le ciel de Gulf Breeze en Floride).
- Épisode 12 : « Bayou Beast » (une créature proche du sasquatch aperçue à Slidell en Louisiane) et « River Ghost » (une vidéo montrant un orbe à proximité d'un pont de Portland dans l'Oregon).

### Saison 2 (année 2011)
- Épisode 13 : « The Real Battle of LA » (la bataille de Los Angeles en 1942) et « Queen Mary Menace » (un fantôme filmé sur le Queen Mary).
- Épisode 14 : « Fire in the Sky » (une lumière brillante se divisant en trois dans le ciel d'El Paso au Texas) et « Thermal Theater Ghost » (un fantôme dans un théâtre de Jacksonville en Floride).
- Épisode 15 : « Raining UFO's » (un objet volant filmé par un hélicoptère de la police au-dessus de Long Beach en Californie) et « Ectoplasmic Pic » (de vieilles photographies représentant des manifestations ectoplasmiques).
- Épisode 16 : « Playground Poltergeist » (une balançoire en mouvement perpétuel à Firmat, en Argentine) et « Alien Intruder » (un couple de Milton en Floride qui prétend recevoir la visite nocturne d'extraterrestres).
- Épisode 17 : « Dashcam Chupacabra » (une créature pouvant être le Chupacabra filmée dans le comté de DeWitt au Texas) et « Nightly News Alien » (un extraterrestre apparu en arrière-plan lors d'un reportage télévisé).
- Épisode 18 : « Whaley Ghost House » (des fantômes aperçus au musée de Whaley House à San Diego, Californie) et « Muck Monster » (un monstre marin observé à Jupiter (Floride)).
- Épisode 19 : « UFO Crash Landing » (un crash d'ovni filmé près de la base de lancement de missiles de White Sands, Nouveau-Mexique) et « Graveyard Ghost » (un fantôme filmé dans le cimetière de Tonopah (Nevada)).
- Épisode 20 : « Cajun Apparition » (une étrange brume photographiée dans une plantation de St. Francisville (Louisiane)) et « Area 51 » (un ovni photographié au-dessus de la Zone 51 dans le Nevada).
- Épisode 21 : « Flying Saucers » (les célèbres photographies d'une soucoupe volante prises à Santa Ana (Californie) en 1965 par Rex Haflin) et « Sinister Spirals » (une photographie de fulgure prise à Joplin (Missouri)).